# Музей історії греків Приазов'я
Музей історії греків Приазов'я — філія Маріупольського краєзнавчого музею. Розташований за адресою — смт Сартана, вул. Генерала Куркчи, 37-а.
Експозиція музею відображає процес переселення греків з Кримського ханства в Приазов'я в 1778—1780 роках, освоєння нового краю, розвиток господарської діяльності (землеробство, скотарство, торгівля, промисли), збереження культурних традицій (оформлення житла, одяг, прикраси, обряди і свята), розвиток грецької діаспори Приазов'я дотепер.